# Чувашская кухня
Чувашская кухня — традиционная кухня чувашского народа.

## Описание и особенности
В чувашской кухне основными составляющими являются мясо, овощи, крупы и молоко. Чуваши издавна занимались земледелием и скотоводством, поэтому в их кухне велика доля зерновых продуктов и мяса. Мясо, однако, было сезонным продуктом, получаемым во время забоя скота. С конца XIX века в чувашскую кухню пришёл картофель.

## Супы
Супы у чувашей отличаются разнообразием: мясной или рыбный бульон с приправами (яшка), наваристый мясный суп шурпе, зелёные щи, молочный суп, турах яшки, уйхир яшки (холодный суп окрошка), пултăран (из трав, масла и молока), кăмпа шӳрпи — грибной бульон в основном из луговых опят.

## Хлеб
У чувашей существовало три способа приготовления хлеба.
1. Первым и наиболее примитивным способом приготовления хлеба было приготовление его в виде похлёбки или каши из нетолчёных или крупно-молотых зерен, что наблюдалось среди чувашей во время голода в 1891 и 1920 гг. Этот способ приготовления хлеба был весьма непрактичным: изготовленные хлебные запасы быстро закисают, почему долгое хранение их не возможно.
2. Второй способ заключается в печении пресных хлебных лепешек. Древность этого способа у чувашей подтверждают некоторые чувашские сказки и легенды. Этот способ был выгоден в смысле сохранения хлебных припасов, но создавал много других неудобств: лепешки были невкусные, очень неудобны для жевания, с большим трудом переваривались в желудке.
3. Третий способ — это изготовление хлеба из квашеного теста. Только кислый хлеб допускается к употреблению в религиозных и семейных обрядах.

В исторические времена «чувашский хлеб» получал лестную оценку других народов: русским в XVI веке он показался «сладостнейшим, паче драгоценных колачей». Сами чуваши хорошо испечённый хлеб называют аван çăкăр.

## Мучные изделия
Чуваши издавна пекли пироги с крупами, с ягодами (кукăль), овощами, творогом (пюремеч), мясом (хуплу). Последние готовили в основном в праздничные дни. С появлением картофеля в кухне из него стали делать лепёшки и ватрушки. Чуваши пекли блины и оладьи, куда добавляли овощи.
Проживая по соседству с татарами, чуваши низовой и разных этнотерриториальных групп перенимали у них блюда из теста (например, кăстăмпи — блюдо из теста с начинкой), что отсутствовало у чувашей верховой группы.
- Хуплу
- Пашалу
- Çӳхӳ
- Капăртма
- Пӳремеч
- Кӑмака кукли
- Хуран кукли
- Кӑстӑмпи
- Качмак,
- Кӗлче,
- Кульмак,
- Кукӑркка,
- Кулама
- Куптӗрме
- Пишку
- Тинкӗле
- Пӑвӑрсак
- Хӑпартлу
- Юсман
- Йӑвача
- Хутлама
- Чепчек[3]

## Мясные блюда
Традиционно чуваши из мясных блюд в основном ели баранину, говядину, позже свинину. Ранее употребляли в пищу конину. Мясные блюда в основном готовились к праздникам. Это мог быть ширтан (колбаса из желудка барана, начинённого мясом и салом) или, к примеру, тултармăш (варёная колбаса с крупяной начинкой, приготавливаемой с добавлением рубленого мяса или рыбы и крови) — происходит название от чувашского тултарма — «наполнить». Сходное название имеется и у ряда других народов: азерб. doldurun, тур. doldurmak — «заполнять, наполнять». Делали также сутă и хас. Из кишок и мяса средненизовые чуваши делали сӳрме. Имелось и блюдо из гусиной, бычей и лошадиной крови, жаренной на муке шариками (юн хăпартни / çaмаx). Из дичи ели, в основном, зайчатину. Чуваши, жившие на берегах рек, промышляли рыболовством.

## Молочные изделия
В пищу у чувашей основном использовалось коровье молоко. Его пили в «чистом» виде (сĕт), а также кислым (турăх) и разбавленным водой с солью (уйран); уйраном называли и остатки от пахтанья масла. Из него делали творог (тăпăрчă) и творожный сыр (чăкăт, йĕкеч). Среди низовых чувашей были распространены кумыс (кăмăc) и лакомство молозиво (ĕне ырри). Готовили сливочное масло (cĕт çăвĕ), сметану, сливки (хӑйма), однако сами их ели мало — больше продавали. Нередко в изделия из творога добавляли картофель.
1. ӗнери
2. кӑрт
3. хаймак
4. чӑкӑт
5. сӗтек
6. ҫӗве[3]

## Десерты и сладости
Мёд был основной сладостью. Из него делали медовуху (кăрчама), добавляли в салат.
Засушенная маленькими кусочками сахарная свёкла (пылак чĕкĕнтĕp), на вид и вкус напоминающая чернослив.

## Напитки
У чувашей среди напитков были распространены чай, айран, пиво, квас и медовуха.
Считается, что у чувашей пиво распространилось во второй половине XIX века. Чувашское пиво варили из ячменного или ржаного солода. В Чебоксарах есть музей чувашского пива.
- юçĕ/юçлĕх — буза/брага
- кăрчама — медовая брага
- пыл сăри — медовое пиво
- турăх — кисломолочный напиток
- уйран — айран
- кăмăс — кумыс
- хурӑн сӗткенӗ — берёзовый сок
- максăма — пиво без хмеля и дрожжей
- шерпет — медовый напиток разбавленный водой